# Neurigona ornata
Neurigona ornata är en tvåvingeart som beskrevs av Van Duzee 1930. Neurigona ornata ingår i släktet Neurigona och familjen styltflugor. Inga underarter finns listade i Catalogue of Life.